# Selección masculina de balonmano de Uruguay
La selección masculina de balonmano de Uruguay es el equipo formado por jugadores masculinos de nacionalidad uruguaya que representa a la Federación Uruguaya de Handball en las competiciones internacionales organizadas por la Federación Internacional de Balonmano (IHF) y el Comité Olímpico Internacional (COI).

## Historial de la selección masculina

### Campeonato Panamericano
- 1979 - No participó
- 1981 - No participó
- 1983 - No participó
- 1985 - No participó
- 1989 - No participó
- 1994 - 7.º puesto
- 1996 - No participó
- 1998 - 9.º puesto
- 2000 - 8.º puesto
- 2002 - No participó
- 2004 - No participó
- 2006 - 8.º puesto
- 2008 - 6.º puesto
- 2010 - 5.º puesto
- 2012 - 4.º puesto
- 2014 - 4.º puesto
- 2016 - 4.º puesto
- 2018 - 5.º puesto

### Campeonato Sudamericano y Centroamericano
- 2020 -  Medalla de bronce
- 2022 - 4.º puesto

### Campeonatos del Mundo
- 1938 - No participó
- 1954 - No participó
- 1958 - No participó
- 1961 - No participó
- 1964 - No participó
- 1967 - No participó
- 1970 - No participó
- 1974 - No participó
- 1978 - No participó
- 1982 - No participó
- 1986 - No participó
- 1990 - No participó
- 1993 - No participó
- 1995 - No participó
- 1997 - No participó
- 1999 - No participó
- 2001 - No participó
- 2003 - No participó
- 2005 - No participó
- 2007 - No participó
- 2009 - No participó
- 2011 - No participó
- 2013 - No participó
- 2015 - No participó
- 2017 - No participó
- 2019 - No participó
- 2021 - 24.º

### Juegos Panamericanos
- 1987 - No participó
- 1991 - No participó
- 1995 - No participó
- 1999 - 5.º puesto
- 2003 - 4.º puesto
- 2007 - 4.º puesto
- 2011 - No participó
- 2015 - 4.º puesto
- 2019 - No participó

### Juegos Suramericanos
- 2002:  3.º
- 2006:  2.º
- 2010: 4.º
- 2014: 4.º
- 2018: 4.º
- 2022:  3.º

### Mundial de Naciones Emergentes
- 2015 - 4.º puesto
- 2017 - No participó
- 2019 - No participó